# La rosa bianca (film 1923)
La rosa bianca (The White Rose) è un film muto del 1923 diretto da David W. Griffith.

## Trama
Il giovane Joseph discende da un'aristocratica famiglia del sud; ha studiato in seminario e ora dovrebbe assumere il suo incarico religioso.
Prima, però, vuole vedere anche il "mondo reale" in modo da servire al meglio la sua congregazione. Si reca a New Orleans e lì conosce Bessie, una ragazza povera e poco sofisticata.
I due sono attratti uno dall'altra ma, lui, pensando alla carriera, lascia Bessie che, poco dopo, scopre di essere incinta.
La giovane lascia il suo lavoro, cresce il bambino e va alla ricerca di Joseph. Quando lo incontra, però, scopre che questi, ormai, è impegnato con quella che era la fidanzatina della sua infanzia.

## Produzione
Il film fu prodotto da David W. Griffith con un budget stimato di 650.000 dollari. Venne girato in Louisiana (Bayou Teche, Franklin, St. Martinsville) e in Florida (Fort Lauderdale, Hialeah, New Iberia, New River).

## Distribuzione
La United Artists Corporation distribuì il film in sala, presentandolo in prima a New York al Lyric Theatre.

### Date di uscita
IMDb
- USA	21 maggio 1923
- Finlandia 	12 aprile 1925
- Italia ottobre 2007  (Giornate del Cinema Muto di Pordenone)

Alias
- Flor que renace	Spagna
- La Rose blanche	Francia